# Донє Мекуш'є
45°29′ пн. ш. 15°35′ сх. д. / 45.49° пн. ш. 15.58° сх. д.
Донє Мекуш'є (хорв. Donje Mekušje) — населений пункт у Хорватії, у Карловацькій жупанії у складі міста Карловаць.

## Населення
Населення за даними перепису 2011 року становило 207 осіб.
Динаміка чисельності населення поселення: